# Галеас
Галеас (на италиански: Galeazza) е исторически кораб, вид ветроход с гребла, използван предимно с военни цели. Названието означава „голяма галера“.
Намира се в състава на европейските флотилии от XVI – XVII век. Галеасът е промеждутъчен тип съд между галера и ветроходен кораб. От галерата го отличава по-големият размер и възможността да плава през зимния период на годината.
Дължината на галеаса достига до 80 метра, а ширината до 9 метра. Корабът разполага с една редица гребла и три мачти с разположени косо ветрила. На корабите може да бъде поместен екипаж с численост 800 души. Въоръжението на галеаса се състои от оръдия и надводен таран.
За първи път предимствата на този тип кораб са демонстрирани от венецианците в Битката при Лепанто през 1571 г.
Галеасите са военни кораби, разработени от големи търговски галери и предназначени да комбинират скоростта на галерата с мореходността и артилерията на галеона. Макар че може би никога не отговарят напълно на пълните очаквания към тях, галеасите все пак остават значими елементи в ранното модерно военноморско сняражение за известно време.

## Развитие
Преобразувани за военна употреба, галеасите са по-високи, по-големи и по-бавни от обикновените („леки“) галери. Те имат до 32 гребла, всяко се задвижва от до петима души. Обикновено имат три мачти, преден замък и замък. Във Венеция са положени много усилия, за да направят тези галери възможно най-бързи, за да се конкурират с обикновените галери. Палубата на оръдията обикновено минават над главите на гребците, но има и снимки, показващи противоположното разположение. Галеасите обикновено носят повече платна от истинските галери и са много по-смъртоносни; галера, уловена от борда, лежи почти безпомощна, откакто се приближи до галаса, както при линейни кораб, излага нападател на нейния огън. Построени са сравнително малко галери – един недостатък е, че тъй като разчитат повече на платната, тяхната позиция в предната част на линията на галерата в началото на битката не може да бъде гарантирана.

## Военноморски действия
- Венецианските галеаси са използвани успешно в битката при Лепанто през 1571 г., като тяхната огнева мощ помага да се разбие силата на първата турска атака[4] и в крайна сметка помага за спечелването на победа за флота на Свещената лига.[5]

- Четири големи неаполски галеаси се считат за достатъчно годни за плаване, за да придружат испанската армада през 1588 г. (напр. Ла Жирона, в крайна сметка се разбива край Ирландия), където те формират част от фронтовата линия на бойните кораби.[6] По време на действията на Ламанша те многократно са призовавани като отряд при всяко безветрие, за да спасят испански изостанали или да отрежат пътя на английски кораб.[7] С по 50 оръдия, 300 войници и моряци и 300 гребци, те са страхотни кораби; но техният водачески кораб е разбит след атаката на огнестрелния кораб в Кале (битката при Гравелинс) и само двама от четиримата успяват да се върнат безопасно в Испания.[8]

## По-късна история и паралели
През XV век вид лека галеаса, наречена фрегата, е построена в южноевропейските страни, за да отговори на нарастващото предизвикателство, поставено от базираните в Северна Африка берберски пирати в техните бързи галери.
В Средиземно море, с неговото по-малко опасно време и непостоянни ветрове, както галеасите, така и галерите продължават да се използват, особено във Венеция и Османската империя, дълго след като са остарели на други места. По-късно „кръглите кораби“ и галеасите са заменени от галеони и кораби от линията, произхождаща от Атлантическа Европа. Първият венециански кораб от тази линия е построен през 1660 г.
В Северно море и западната част на Балтийско море терминът „галеас“ се отнася до малки търговски кораби, подобни на автобус за херинга с плоска кърма.
В морска Югоизточна Азия местните кралства също са строили галеаси, въпреки че използваните тактики са различни от тези на европейските плавателни съдове. Камбузът и галеата на Югоизточна Азия обикновено са оборудвани с монтирани на лък оръдия и странично монтирани въртящи се оръдия. Войниците от военноморските сили на Югоизточна Азия обикновено се бият с бордови действия, така че за противодействие на това са използвани бързострелящи се странично монтирани въртящи се оръдия. Големите аченски галери (галеаси) достигат 100 м. дължина и 17 м. ширина, имат 3 мачти с квадратни платна и горни платна; те се задвижват от 35 гребла от всяка страна и могат да носят 700 души. Те са въоръжени с 98 оръдия: 18 големи оръдия (пет 55-фунтови на носа, едно 25-фунтово на кърмата, останалите са 17 и 18-фунтови), 80 сокола и много въртящи се оръдия. Португалците описват един, който са заловили през 1629 г., наречен Espanto do Mundo (ужасът на вселената), който вероятно е свободен превод на Cakradonya (Cakra Dunia). Той е по-голям от всичко построено някога в християнския свят и височината на замъка му може да се конкурира с височината на галеоните. Съобщава се, че по време на управлението на Искандар Муда е имало общо 47 от тях.